# Seurasaari
Seurasaari ([ˈsɛu̯rɑsɑːri]) es una isla y un distrito en Helsinki, Finlandia, conocida sobre todo por ser el lugar donde se ubica un museo al aire libre, que consiste en edificios antiguos, principalmente de madera, trasportados desde otros lugares de Finlandia y colocados en el paisaje de densos bosques de la isla.
Cada verano, muchos habitantes de Helsinki vienen a Seurasaari para disfrutar del ambiente rural, al aire libre en paz. A pesar de los visitantes, la isla cuenta con una variedad de fauna, especialmente de aves, y también de ardillas rojas y liebres.

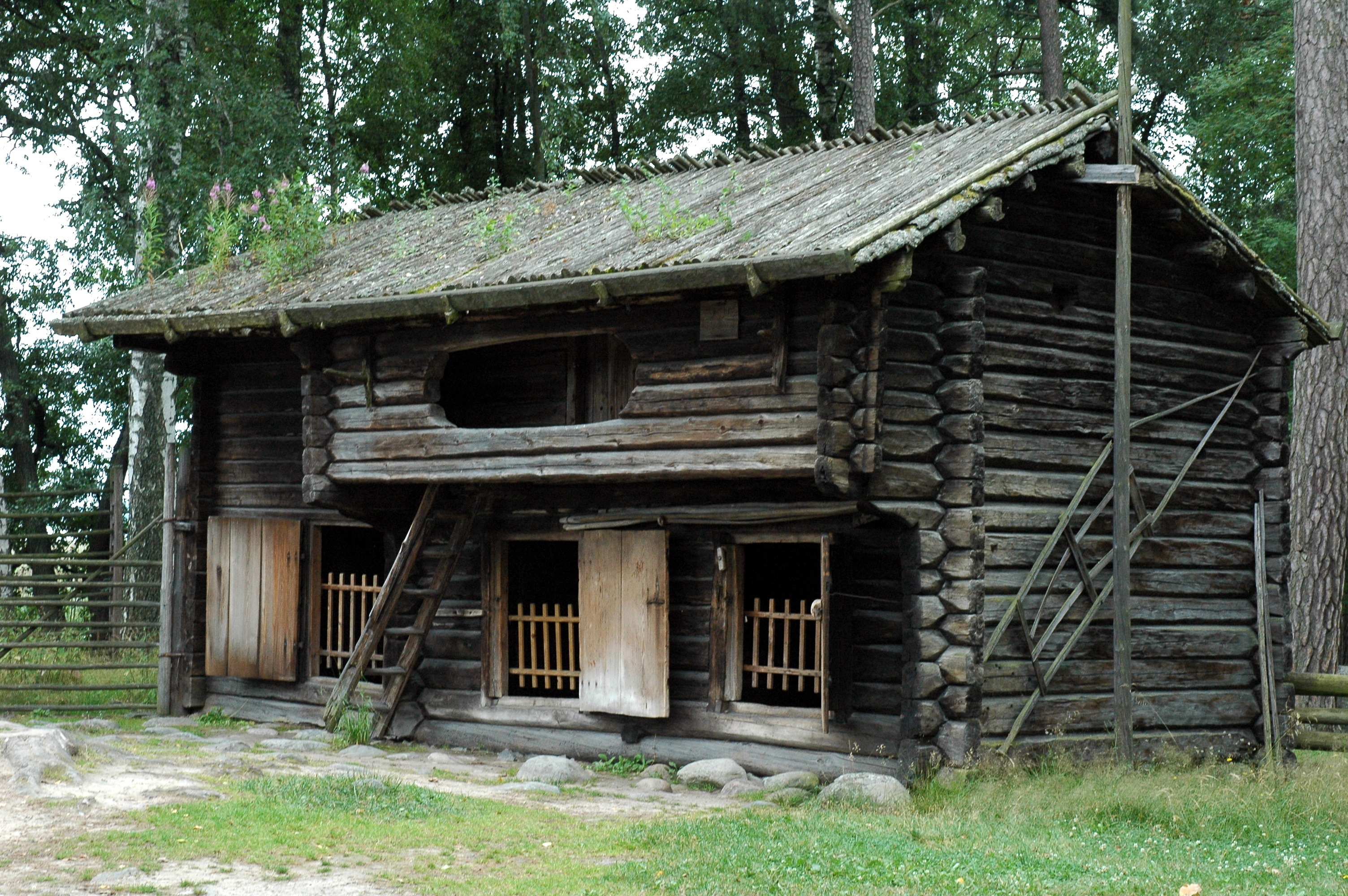
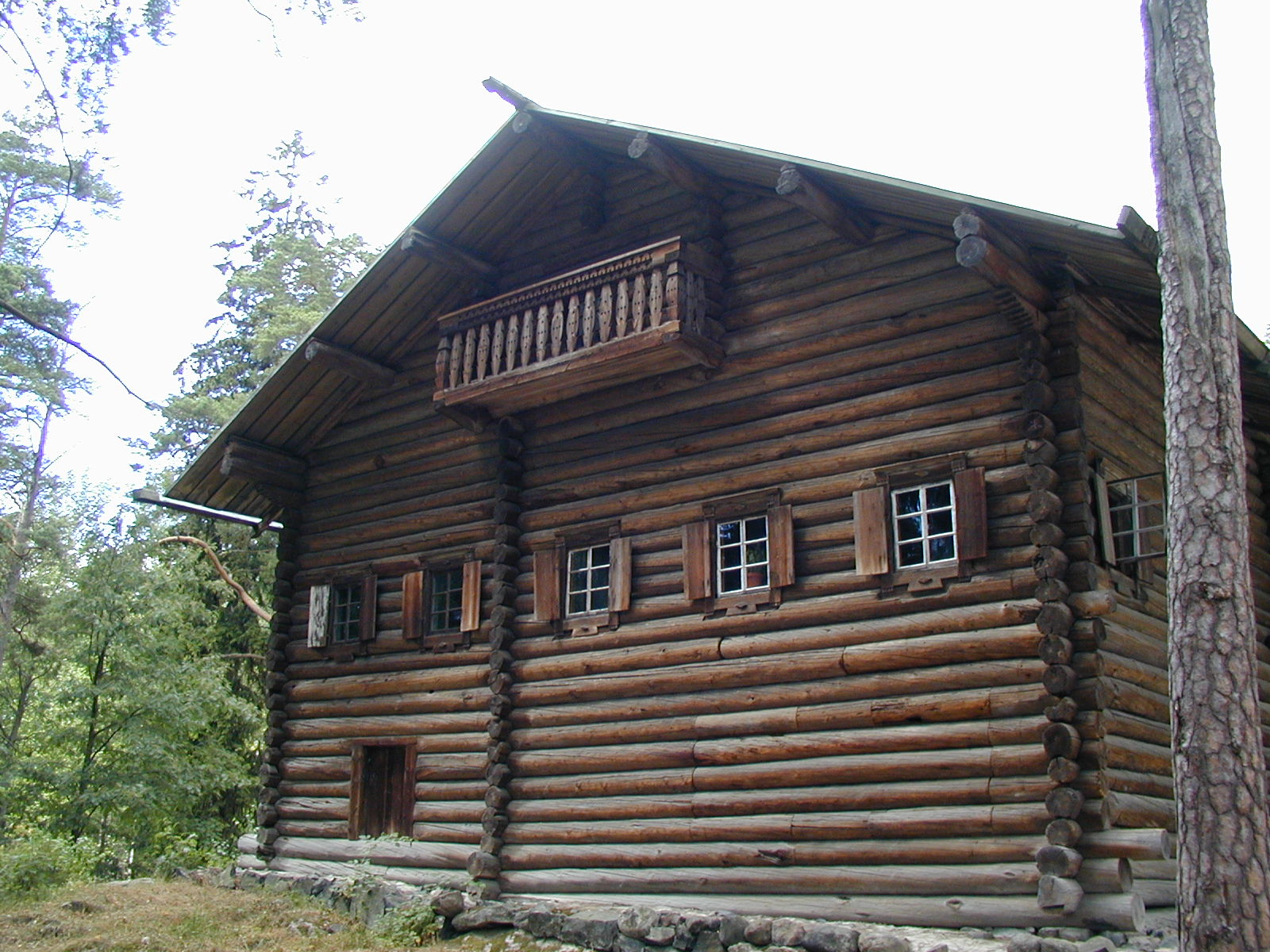
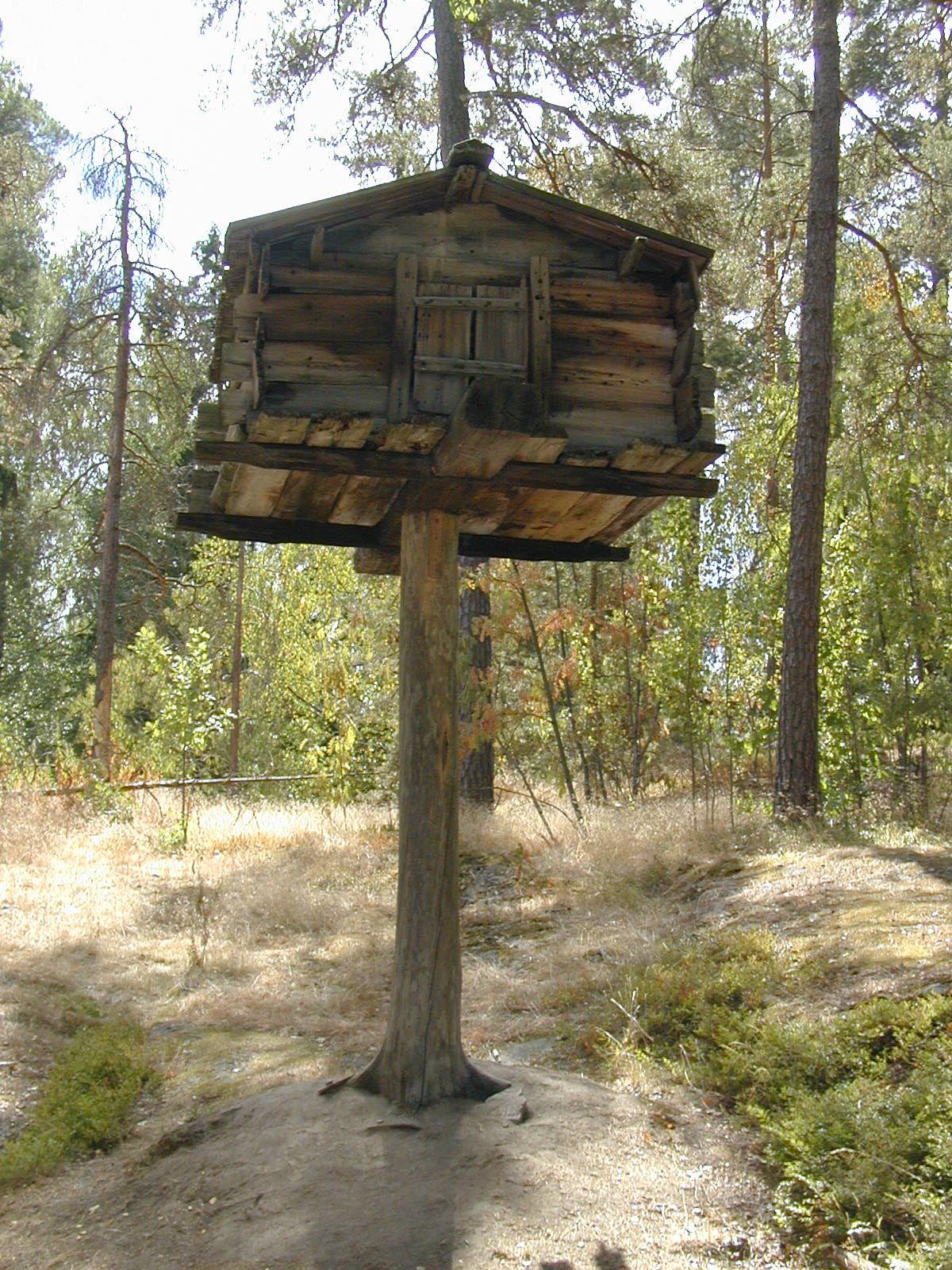
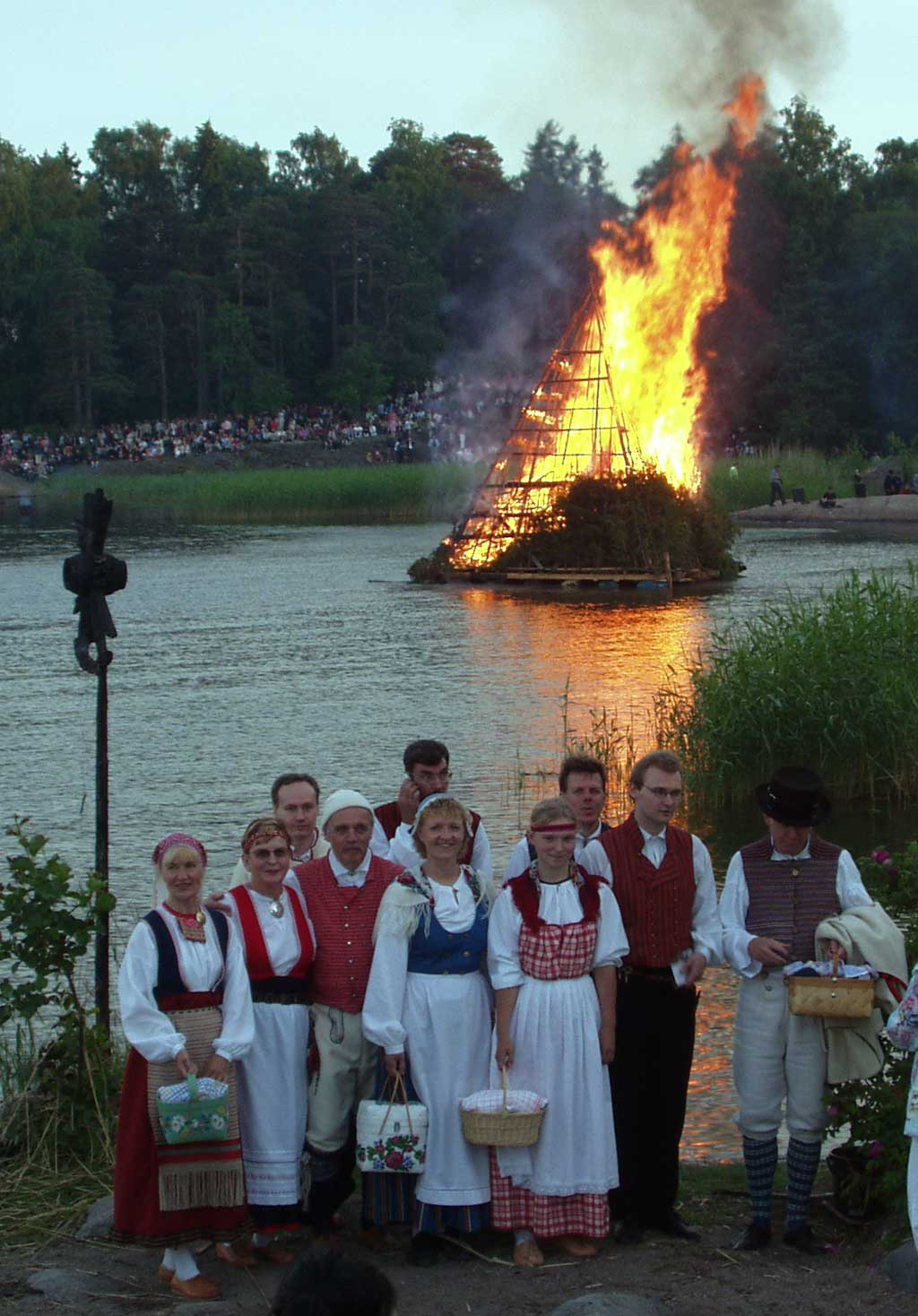
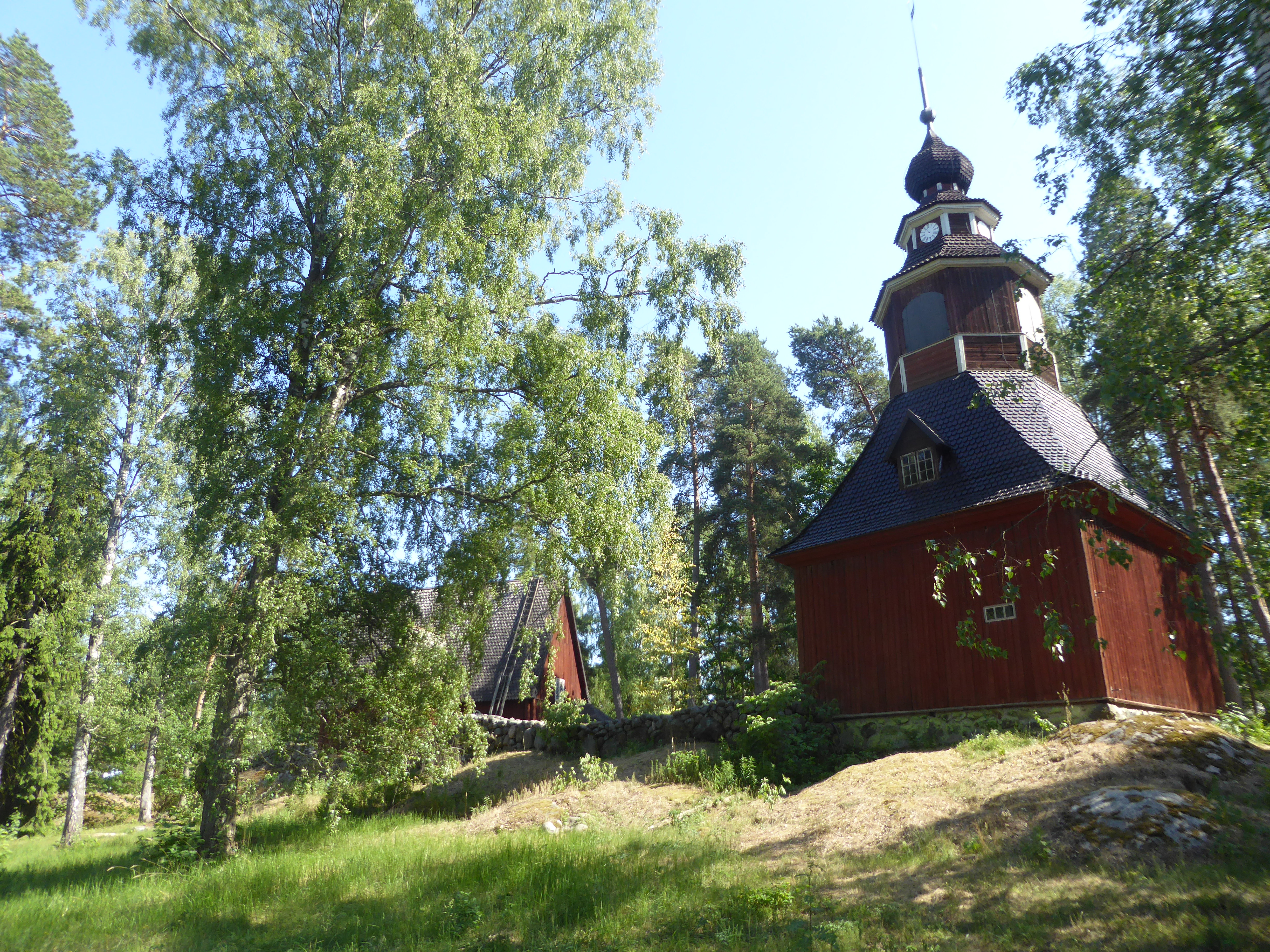
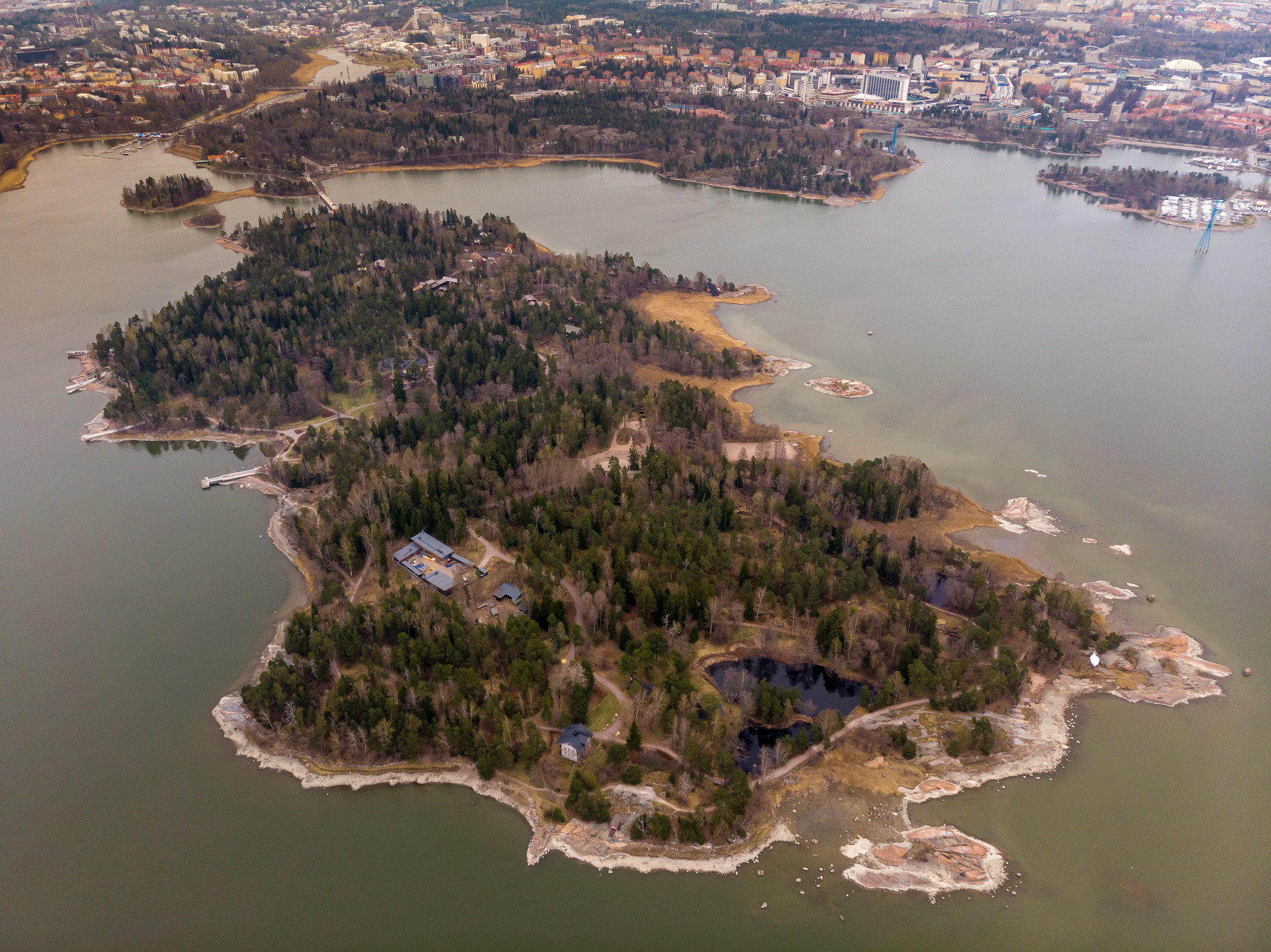
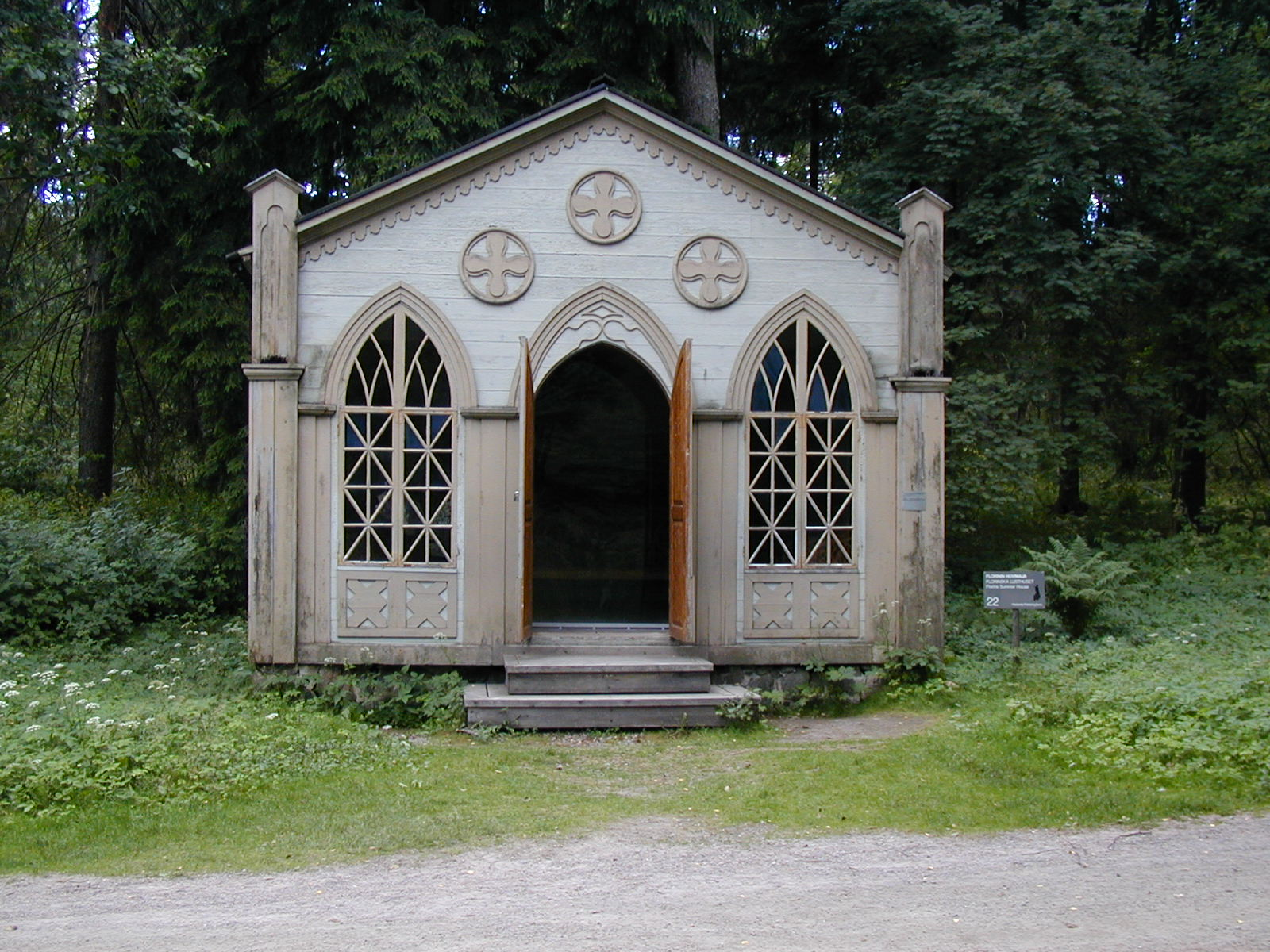
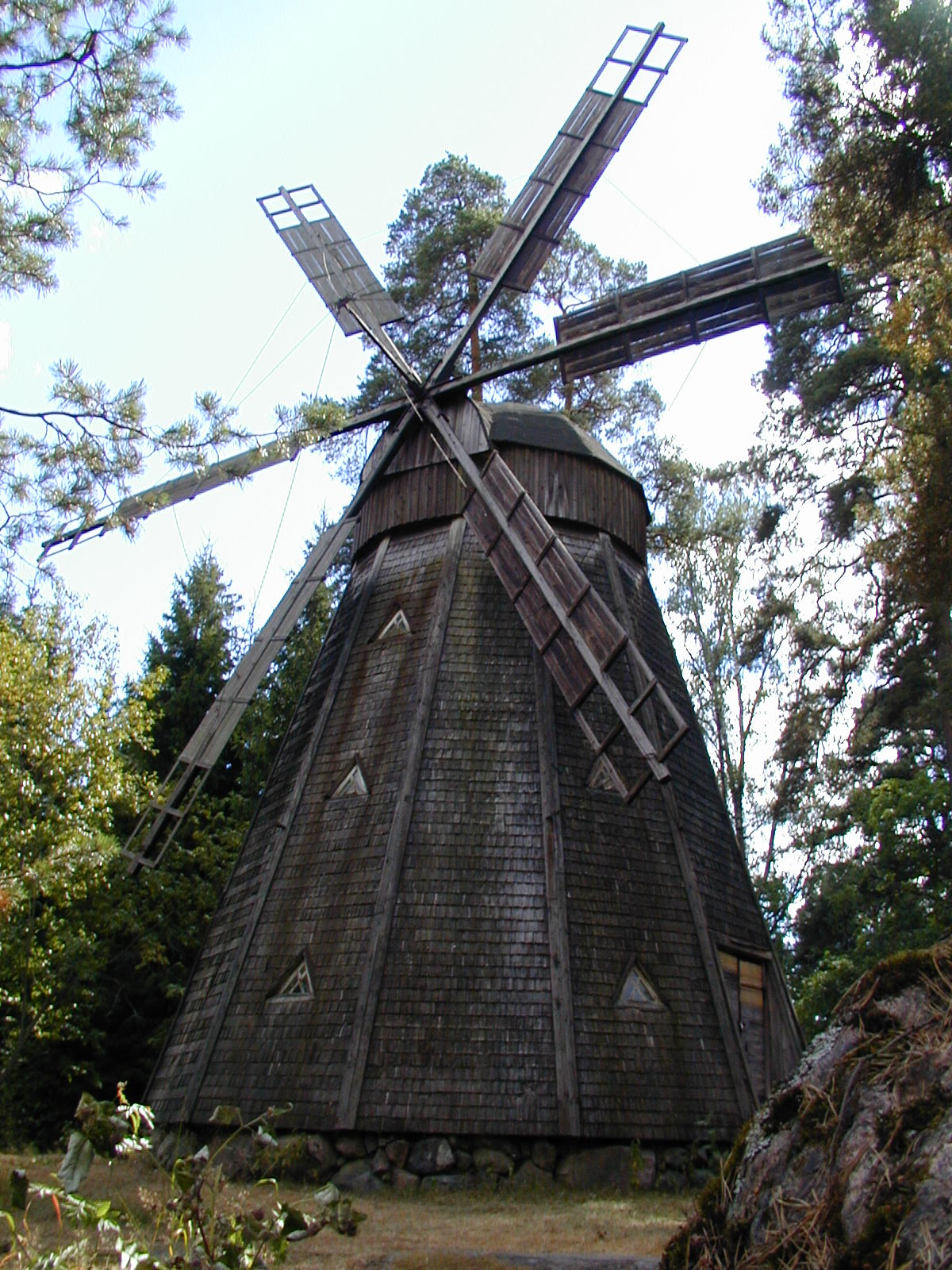
Un molino en el museo al aire libre Seurasaari
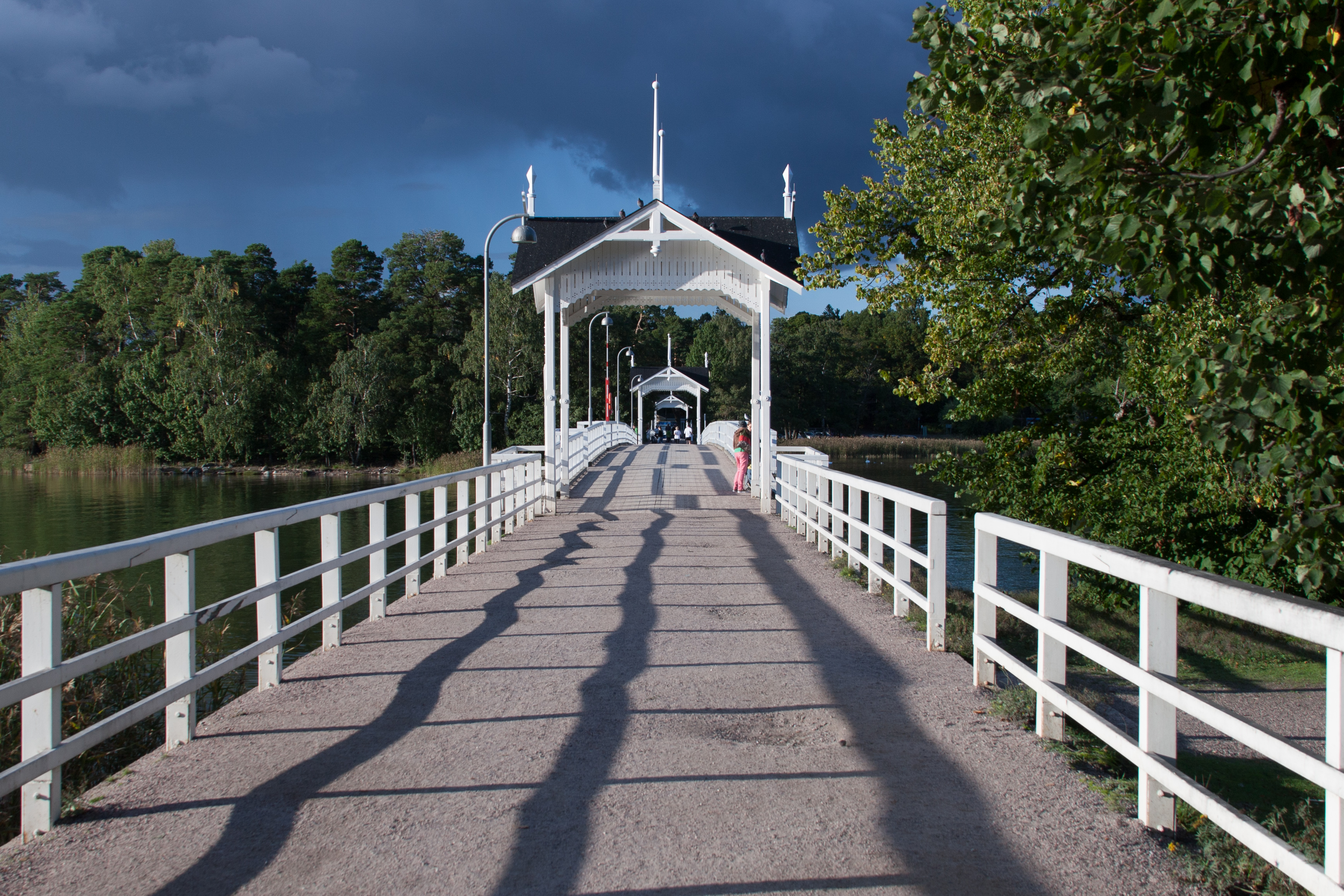
El puente peatonal a la isla de Seurasaari